# Euphorbia aleppica
Euphorbia aleppica är en törelväxtart som beskrevs av Carl von Linné. Euphorbia aleppica ingår i släktet törlar, och familjen törelväxter. Inga underarter finns listade i Catalogue of Life.